# 女山大根
女山大根（おんなやまだいこん）は、佐賀県多久市の伝統野菜であり、地理的表示保護制度(GI)に登録されている。学名はRaphanus sativus L. var. hortensis Backer。

## 概要
佐賀県唐津市と多久市にまたがる標高695メートルの女山の麓で栽培されている大根である。大きなものでは長さ80センチメートル、胴回り60センチメートル、重さ13キログラムに育つ。一般的な青首大根は0.4キログラムから1.5キログラム程度で出荷されている。
茎や表皮にアントシアニンを含むため、赤い色をしている。根の半分以上が赤紫色をしているが、赤いのは表皮のみで、中身は白い。葉は赤いものもあるが、緑色のものもある。この赤い色は加熱すると落ちる。青首大根と比べた場合、糖度が1.5倍ほど高いため大根特有の辛味は感じられない。繊維質がきめ細かく、肉質が硬いため煮崩れしにくい。
生産者数は約30名で、年間約10トンを生産している（2020年時点）。

## 利用
一般的な大根と同様に利用される。赤い色合いを活かして、サラダやなます（柚子の果汁を加えると赤紫色が鮮やかになる）に、煮崩れしにくいことを利用して煮物に（上述のように赤い色は加熱によって失われる）。
変わった利用法としては、甘みと赤い色を活かしてスイーツに使用されることがある。女山大根の葉の煮汁、大根おろしを使った赤紫色のゼリーやシャーベット、アイスクリームなどが作られている。

## 栽培
女山大根の作付けは夏の初めで、収穫は12月から翌年2月である。一般的な大根と比べると作付けから収穫までに2倍ほどの時間を要するが、この栽培期間の長さが糖度の高さにもつながっているといわれている。
栽培に手間がかかり、揃いも悪く大量生産に向かないため、限られた地域でのみで栽培されている。

## 歴史
女山大根は女山村（現・多久市西多久町）を中心に江戸時代から作られてきたと伝えられている。多久地域を治めていた多久氏から佐賀藩藩主に献上するため「牛に大根4本を背負わせて殿様に献上した」という逸話も残っているほか、江戸時代の多久地域を記録した文献『丹邱邑誌（たんきゅうゆうし）』（1847年）でも女山大根についての記載はあり、多久出身の儒学者草場佩川は、女山大根を詩や絵に好んで取り上げている。
しかしながら、女山大根は大きく育ちすぎることで市場の規格に合わず、多久市外へは出回ることがなく、自家用としてわずかに栽培されるのみとなり、自家採種を繰り返したことでほかの大根と交雑し、在来種本来の色や形が次第に失われいった。昭和初期にはミカンなどへの転換も行われたことで、一時消滅しかけた。
その後、在来種の珍しい大根を地域の特産品として見直す機運が高まったことで、昭和60年代から佐賀県佐城農業振興センターや多久市が産地復興の取り組みを行い、多久地域地域に残っていた種子を佐賀県農業試験研究センターへ持ち込んで、10年近くかけて交配、選抜を繰り返し、本来の姿と形を復興させることに成功した。
1995年に開業した地域農産物直売所「幡船の里」の目玉商品として産地復興を図ったが、当時の生産者数は2名から3名、生産量も1トンに満たない量であった。
2022年6月29日に女山大根は地理的表示保護制度(GI)に登録された。佐賀県内の農林水産物として初めての登録となる。

## 定義
地理的表示保護制度(GI)登録にあたって、「重さが2キログラム以上あるもの」という要件が定められた。